# Emanuele Morselli
Emanuele Morselli (Gela, 29 luglio 1899 – Roma, 29 novembre 1975) è stato un economista e ricercatore italiano, noto per le sue pubblicazioni in scienza delle finanze ed economia politica.

## Biografia
Nacque il 29 luglio 1899 a Terranova di Sicilia, l'odierna Gela, dove frequentò dapprima la scuola tecnica "P. E. Giudici" (attuale scuola media) e dopo l'Istituto tecnico per ragionieri, fino a quando non fu chiamato alle armi. Avviato al IV Reggimento Artiglieria, dopo la rotta di Caporetto raggiunse il fronte di guerra non ancora diciottenne. Ricevette per questo la medaglia dei Cavalieri di Vittorio Veneto come "Ragazzo del '99".
Finita la guerra e diplomatosi, si iscrisse all'Università "Ca' Foscari" di Venezia e vi conseguì tre diplomi di laurea: Scienze economiche e commerciali (1921); Scienze applicate alla carriera diplomatica e consolare (1923); Magistero per il diritto e l'economia (1925). 
Inizialmente impiegato in banca, abbracciò poi la carriera di studioso e ricercatore. Nel 1926 sposò Wera Davanzo, dalla quale ebbe quattro figli: Elio, Gianfranco (deceduto all'età di cinque anni), Graziella e Valeria.

### Carriera e attività accademica
Fu docente di materie giuridiche ed economiche negli Istituti tecnici commerciali e dal 1930 docente universitario in Padova, Messina, Ferrara, dove trasformò il Gabinetto di Statistica in Istituto di Finanza Pubblica e fondò l'"Archivio finanziario", e in seguito a Palermo dove diresse l'Istituto di Scienze Finanziarie e a fine carriera gli fu conferita dal Presidente della Repubblica la nomina di "professore emerito".
Tenne inoltre cicli di lezioni, conferenze ed incontri scientifici all'estero ed in particolare in: Brasile, Bolivia, Perù, Cile, Spagna e Portogallo. Fece introdurre nella Facoltà di Economia e Commercio di Palermo l'insegnamento della Contabilità nazionale, che affidò all'onorevole Giuseppe Pella, con il quale fondò anche l'"Istituto per la Contabilità Nazionale" (ISCONA) nel 1957.
A Palermo fondò anche il CRES ("Comitato di Ricerche Economiche per la Sicilia")1960) e a Roma l'"Istituto Storico dei Cavalieri di Vittorio Veneto" (1970).
Il suo libro di testo "Compendio di Scienza delle finanze" - apparso, a partire dal 1927, in oltre 50 edizioni - ebbe un enorme successo in Italia e venne adottato in varie università straniere, come in Argentina e in Grecia.
Morì a Roma il 29 novembre 1975, suscitando il cordoglio di grandi personalità del mondo politico e universitario del tempo, a partire dal Presidente della Repubblica. 

## Teorie
Emanuele Morselli pervenne a fondare la teoria della "parafiscalità" che ebbe notevoli ripercussioni dottrinarie anche all'estero, contribuendo alla rapida espansione scientifica della finanza pubblica nel XX secolo. Connesso alla teoria predetta è il principio di unità della finanza pubblica di cui si avvale nel suo esercizio di controllo la Corte dei Conti.

## Premi e riconoscimenti
Fu insignito di numerosi premi tra i quali il “Premio per la cultura” 1964 della Presidenza del Consiglio dei ministri e il prestigioso premio “Sileno d'Oro” (pure 1964), assieme al Premio Nobel Salvatore Quasimodo.
L'Archeoclub sezione di Gela gli ha conferito, post mortem, il “Tetradramma di Gela”.
Sempre nella sua città natale, gli è stato intitolato un importante viale del quartiere residenziale di Caposoprano, l'Istituto Tecnico Industriale Statale (uno dei più grandi della Sicilia), nonché l'Aula magna della scuola media P. E. Giudici di Gela.
Un suo busto in bronzo è stato posto al centro della piazza antistante il Cimitero.
A Palermo gli è stata intestata un'importante via pubblica, conducente all'Agenzia delle Entrate. Inoltre l'Istituto di Scienze finanziarie dell'università palermitana porta il suo nome.

## Opere
Fu scrittore molto prolifico. Tra le numerosissime opere del Morselli si ricordano:
- Politica e sociologia economica (1930);
- La dottrina del Tributo: i presupposti scientifici della finanza pubblica (1932) (tradotto in greco e spagnolo);
- Teoria Generale di Finanza Pubblica (1935);
- Compendio di Scienza delle Finanze (oltre 50 edizioni, dal 1927 alla sua morte, e successivamente ripubblicato, con ampi aggiornamenti per un'ulteriore decina di anni (a cura di Carla Blonk Steiner) (tradotto in greco e spagnolo);
- Economia agraria e sistema bancario (1945);
- Frammenti di economia sociale;
- Riflessioni storico-critiche sulla politica;
- La logica de l'agricoltura nel credito e nell'economia sociale;
- Collezione di storia della finanza pubblica (1961-62);
- L'Archivio finanziario (raccolta internazionale annuale di scienza finanziaria, giunta a 16 volumi);
- Storia della Finanza Pubblica (con numerosi contributi anche di autori stranieri: collezione di 12 volumi);
- Storia della scienza delle finanze in Italia;
- Le imposte in Italia;
- Corso di scienza della finanza pubblica;
- Gela da città agricola a città industriale. La ruralità che muore e rinasce in una nuova vita (scritto sotto lo pseudonimo "Rocco dei Lombardi", 1975);
- L'imposta unica in termini di civiltà (pubblicato negli annali della Facoltà di Economia e Commercio dell'Università di Palermo, 1975).

| Controllo di autorità | VIAF (EN) 90295406 · ISNI (EN) 0000 0000 6690 3262 · SBN RAVV073482 · BAV 495/278000 · LCCN (EN) no95011558 · GND (DE) 120866817X |